# 800 meter för herrar i friidrott vid olympiska sommarspelen 1972
800 meter herrar vid olympiska sommarspelen 1972 i München avgjordes 2 september. 

## Medaljörer
| Gren      | Guld            | Guld    | Silver                          | Silver  | Brons           | Brons   |
| 800 meter | Dave Wottle USA | 1.45,86 | Jevgenij Arzjanov Sovjetunionen | 1.45,89 | Mike Boit Kenya | 1.46,01 |

## Resultat
- Q innebär avancemang utifrån placering i heatet.
- q innebär avancemang utifrån total placering.
- DNS innebär att personen inte startade.
- DNF innebär att personen inte fullföljde.
- DQ innebär diskvalificering.
- NR innebär nationellt rekord.
- OR innebär olympiskt rekord.
- WR innebär världsrekord.
- WJR innebär världsrekord för juniorer
- AR innebär världsdelsrekord (area record)
- PB innebär personligt rekord.
- SB innebär säsongsbästa.

### Final
| Placering | Namn                     | Tid     |
| --------- | ------------------------ | ------- |
|           | David Wottle (USA)       | 1.45,86 |
|           | Jevgenij Arzjanov (URS)  | 1.45,89 |
|           | Mike Boit (KEN)          | 1.46,01 |
| 4.        | Franz-Josef Kemper (FRG) | 1.46,50 |
| 5.        | Robert Ouko (KEN)        | 1.46,53 |
| 6.        | Andy Carter (GBR)        | 1.46,55 |
| 7.        | Andrzej Kupczyk (POL)    | 1.47,10 |
| 8.        | Dieter Fromm (GDR)       | 1.47,96 |